# Кёнигсхофен, Якоб Твингер фон
Якоб Твингер фон Кёнигсхофен (нем. Jakob Twinger von Königshofen, лат. Jacobus Twingerus Regiovillanus; 1346 — 27 декабря 1420) — немецкий священник, папский нотариус и хронист из Страсбурга (Эльзас), автор «Всемирной хроники» (нем. Weltchronik), доведённой до 1415 года.

## Биография

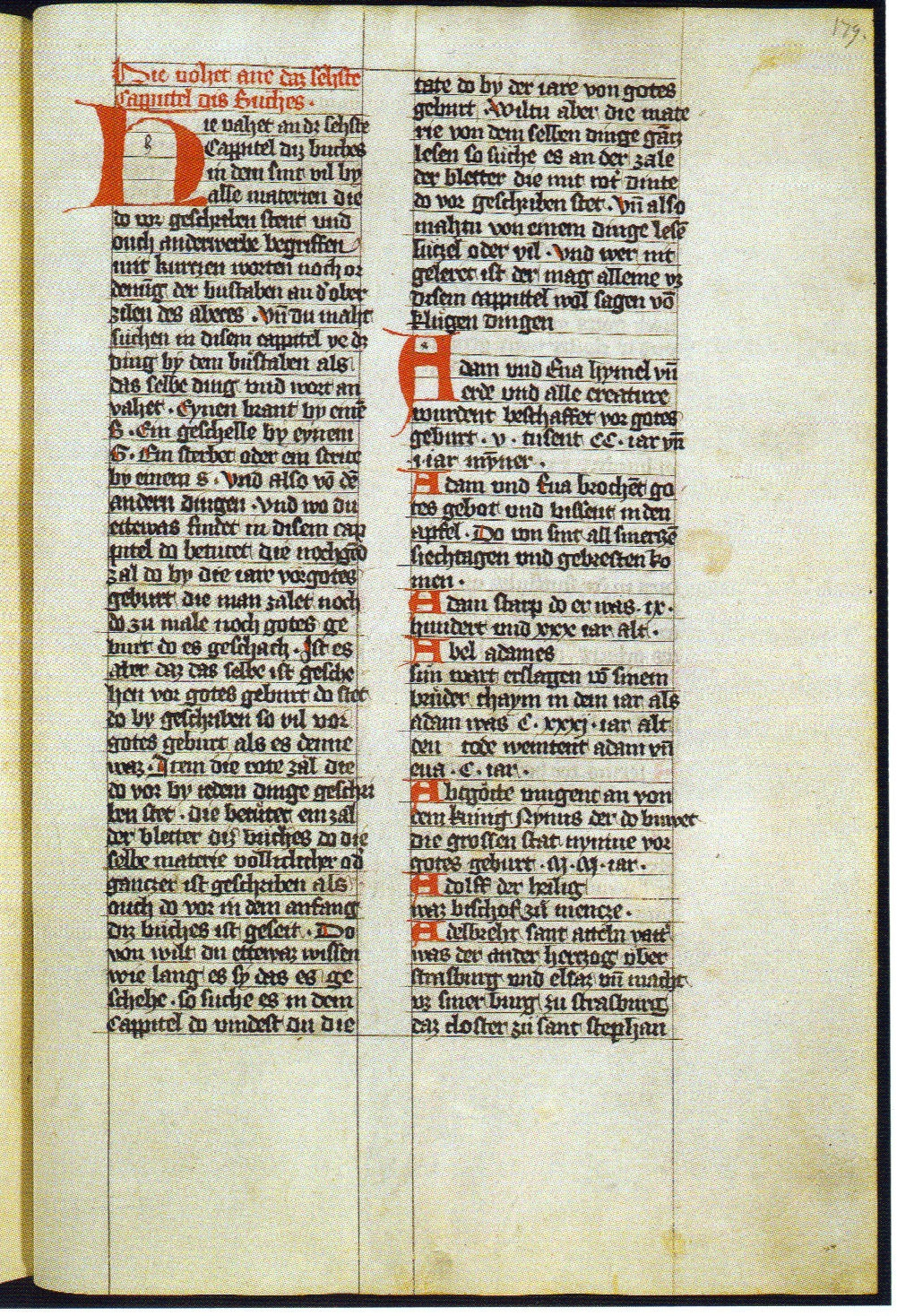
Лист рукописи хроники Якоба Твингера из Берлинской государственной библиотеки

Известны лишь немногие факты его биографии. Родился он около 1346 года в деревне Кёнигсхофен неподалеку от Страсбурга (ныне — район города) в Эльзасе, в семье Фриче Твингера. C 1363 года служил приходским викарием в церкви Св. Мартина в Страсбурге, затем капелланом в церкви Св. Марии в Мюнстере, а в 1379 году получил пребенду в страсбургских приходах Св. Томаса и Св. Петра. В 1382 году получил сан священника, и некоторое время владел приходом в Дрюзенайме. В 1394 году он стал апостольским нотариусом, а в 1395 году — каноником церкви Святого Фомы в Страсбурге, где также исполнял обязанности архивариуса и вёл бухгалтерские книги и регистры.
Умер 27 декабря 1420 года в Страсбурге, в возрасте семидесяти четырёх лет, как об этом свидетельствует латинская эпитафия в церкви, где он служил.
В честь него в Кёнигсхофене назван был колледж.

## Сочинения

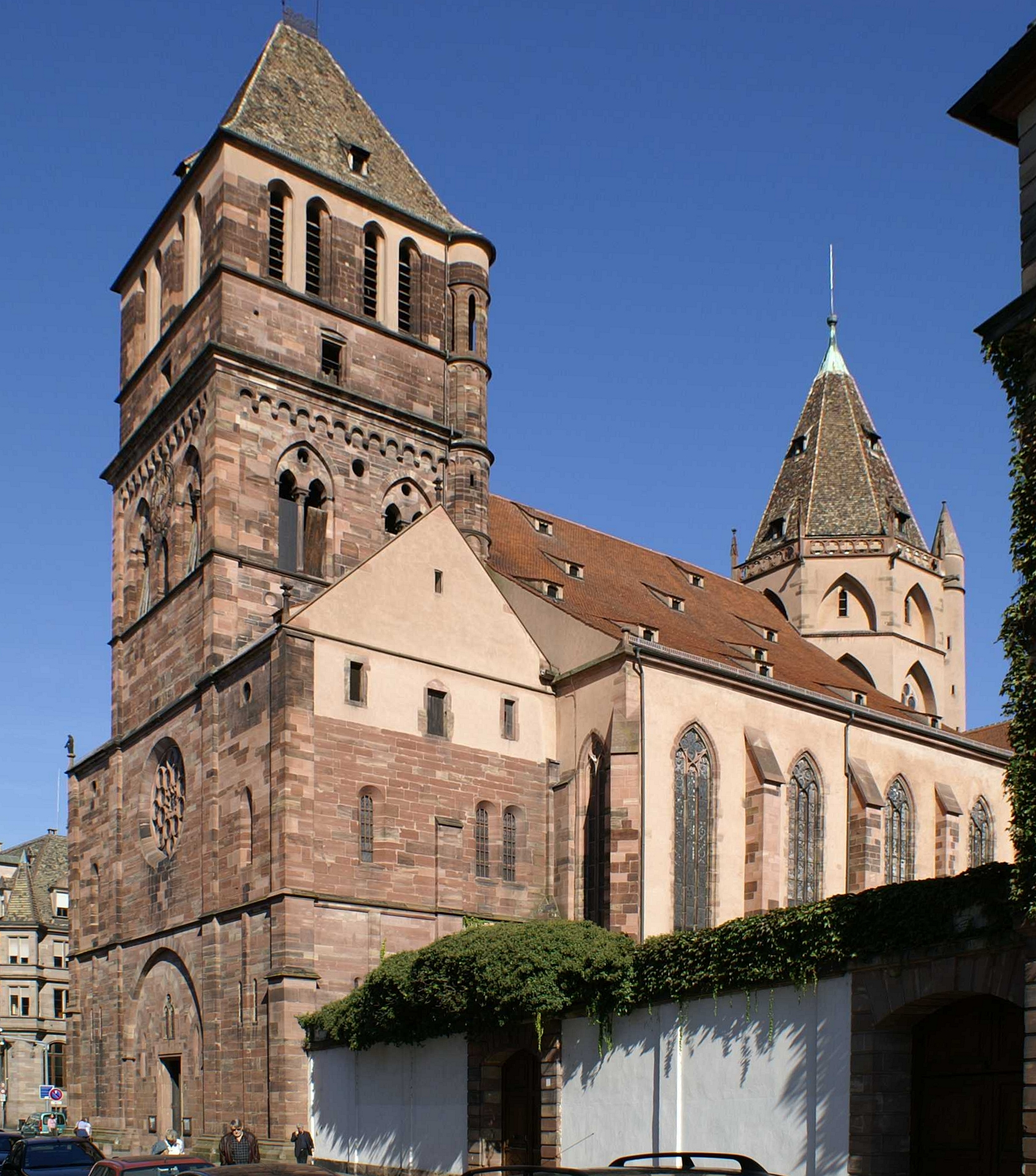
Церковь Святого Фомы в Страсбурге, в которой служил Якоб Твингер. 1196 г.

Ещё в молодости, помимо грамматики, музыки и составления календарей, Якоб Твингер занимался историческими исследованиями, составив компилятивную латинскую хронику, содержавшую преимущественно выдержки из сочинений предшественников, рукопись которой не сохранилась.
С 1382 года он начал составление «Всемирной хроники», или «Хроники всех императоров и королей от Рождества Христова» на немецком языке, состоявшей из 5-ти книг. Три первые из них заключали в себе события всемирной истории, две же последние были посвящены истории Страсбурга, а также местной церкви с 1386 по 1415 год, и были написаны предположительно по совету влиятельного родственника, страсбургского магистрата Иоганна Твингера.

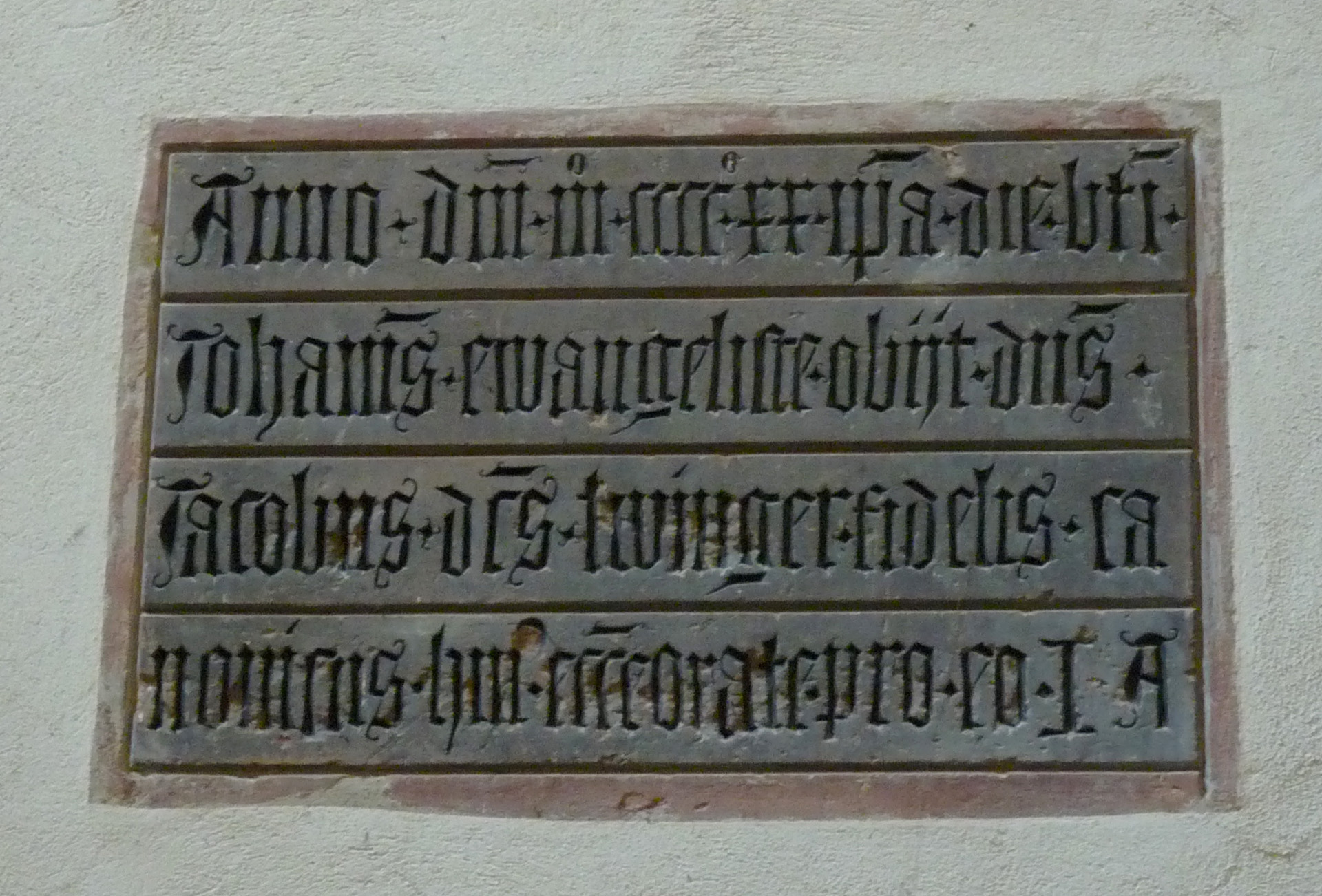
Эпитафия в страсбургской церкви Святого Фомы, в которой был похоронен Якоб Твингер

Это обстоятельное сочинение стало одной из первых в немецкой литературе универсальных историй, рассчитанных не столько на церковные круги, сколько на грамотных мирян, которые, по словам самого Твингера, «читают с таким же нетерпением, как учёные пасторы». Свой материал он излагает доступным языком, а рассказ его насыщен городскими легендами, анекдотами, шутками и бытовыми подробностями.
Будучи хорошо образованным, Якоб Твингер свободно пользовался древней и средневековой литературой, в частности, сочинениями Евсевия Кесарийского, Беды Достопочтенного, Германа из Райхенау, Сигеберта из Жамблу, Эккехарда из Ауры, Петра Коместора, Винсента из Бове, Мартина Поляка. Помимо перечисленных, он использовал в качестве источников труды местных авторов, в частности, «Анналы Элленхарда» (кон. XIII в.) и хронику Фриче Клозенера (1362), впервые выдвинувшего идею соединить историю Страсбурга и его епархии с историей Священной Римской империи, историей папства, а также всемирной историей.
Примерно с 1350 года Якоб Твингер излагает собственный оригинальный материал. Он подробно рассказывает о войнах с Габсбургами и швейцарскими кантонами, битвах у горы Моргартен (1315), при Лаупене (1339), при Земпахе (1386), при Нефельсе (1388) и осаде Цюриха (1351—1354), о землетрясении в Базеле (1356), о гонениях на евреев в Страсбурге во время эпидемии чумы (1349), о начале Великой схизмы (1378—1417) и пр. Симпатии хрониста всецело находятся на стороне страсбургских епископов и эльзасского дворянства, а не дискредитировавшей себя римской курии, политические воззрения же его в целом соответствуют имперской доктрине Людовика IV Баварского (ум. 1347) и проникнуты зарождавшимся в его эпоху чувством национального единства.
«Хроника» Якоба Твингера была дополнена сообщениями до 1420 года, возможно, анонимным продолжателем, или же им самим. Последняя глава её содержит алфавитный перечень важнейших исторических событий с датами и нередко цитируется отдельно. Она пользовалась значительной популярностью и сохранилась во многих списках, но оригинальные рукописи погибли во время франко-прусской войны при обстреле Страсбурга германской осадной артиллерией в ночь с 24 на 25 августа 1870 года, по вине администрации городской библиотеки.
«Хроника» была ещё в 1477 году напечатана в Аугсбурге известным издателем Иоганном Бемлером, по рукописи, принадлежавшей профессиональному переписчику Конраду Больштаттеру, а в 1698 году издана в Страсбурге Иоганном Шилтером. Первое научное издание подготовлено было к печати историком Карлом Гегелем и опубликовано в 1870—1871 годах в Лейпциге в тт. VIII—IX «Хроник германских городов» (нем. Chroniken der deutschen Städte).
В 1818 году отдельные сюжеты хроники вошли во второй том сборника «Немецкие легенды» (№ 432, 433, 450, 466, 474, 497, 516, 521) в литературной обработке братьев Гримм.
Из других сочинений Твингера известны «Житие Фомы Страсбургского» (лат. Libri in liberya S. Thomae Argentinensis), «Повесть об основании церкви Св. Томаса» (лат. De fundatione ecclesiae S. Thomae), учебник по хронологии (лат. Computus novus chirometralis), переписанный в 1388 году его учеником бернским хронистом Конрадом Юстингером, а также латинско-немецкий глоссарий (лат. Vocabularium), в основу которого положены изыскания его предшественника Фриче Клозенера.

## Издания
- Die Alteste Teutsche so wol Allgemeine als inbesonderheit Elsassische und Straßburgische Chronicke. Von Jacob von Königshoven Priestern in Straßburg Von Anfang der Welt biß ins Jahr nach Christi Geburth MCCC LXXXVI beschrieben. — Straßburg: D. Johann Schiltern, 1698.
- Die Chronik des Jakob Twinger von Königshofen, hrsg. von Karl von Hegel // Die Chroniken der deutschen Städte. — Bd. VIII—IX. — Leipzig: Verlag von S. Hirzel, 1870—1871.
- Die Vokabulare von Fritsche Closener und Jakob Twinger von Königshofen. Überlieferungsgeschichtliche Ausgabe. Texte und Textgeschichte. Hrsg. von Klaus Kirchert. — Bd. 40—42. — Tübingen, 1995. — ISBN 3-484-36040-2.